# Valérie Hannin
Valérie Hannin, née le 24 octobre 1957, est professeure agrégée d'histoire. Elle a été membre du Haut Conseil de l'éducation de 2005 à 2012. 

## Biographie
Ancienne élève de l'École normale supérieure de Fontenay-aux-Roses (promotion Lettres 1976), elle a enseigné au lycée Georges-Brassens à Paris 19e, au lycée Alexis-de-Tocqueville à Cherbourg, au collège Chabanne à Pontoise et au lycée Jean-Jaurès à Argenteuil, avant d'exercer au lycée Racine (Paris 8e).
Directrice de la rédaction de la revue L'Histoire, administratrice du Festival international du film d'histoire de Pessac, elle siège au conseil scientifique des Rendez-vous de l'histoire de Blois.
En 2022, Valérie Hannin a reçu le Prix Spécial de la Fondation Pierre Lafue.